# 洪君彦
洪君彥（1932年3月8日—2012年9月6日），籍貫浙江省宁波慈溪，於杭州出生，經濟學者，美國問題研究學者。长期在北京大學任教，歷任講師、副教授、教授，並曾擔任教研室主任、系主任、北大美國問題研究中心副主任等。

## 生平
洪君彥的父親洪桢良是前浙江商業儲蓄銀行总经理，该银行的董事長是洪惟清（總經理洪楨良和董事長洪惟清没有亲属关系）。1952年7月在燕京大學經濟系外貿專業畢業後，便在中央財經學院任政治課助教。1953年2月~7月，被選拔為北京大學的政治經濟學研究生。1953年9月，於北京大學經濟系（學院）任教，1959年4月晉升為講師，1979年4月晉升為副教授，1987年8月晉升為教授，任教近四十年，1992年4月榮休。1980年，遠赴美國哥倫比亞大學經濟系和東亞研究所出任訪問學者。1986年，轉到美國密西根大學任經濟學系和中國問題研究中心出任訪問學者。1988年擔任北京大學經濟學院國際經濟系主任。1993年退休后定居于香港。2012年9月6日因病病逝於香港。大约于2004年在香港《明报》著有连载《我和章含之离婚前后》。

## 家庭
洪君彦共有过三段婚姻。1957年，洪君彥與毛澤東的英文教師章含之結婚，並育有女兒一名，名叫洪晃。1973年两人离婚。洪君彥在香港《明报》〈洪君彦：不堪回首——我和章含之离婚前后〉中指出，在洪遭受政治迫害后，章不仅没有关心和帮助，同时红杏出墙。然而洪君彦很快以“女儿反对”为由停止在明报的连载，而其晚年和章含之联系密切，生病也要通过章含之找专家，这一系列行为与他自述“章含之害他至深，他们关系恶劣”不符。 
1973年左右曾与演员朱一锦结婚，1980年左右离婚。朱一锦曾在电影《五朵金花》中饰演配角金花之一，这部影片在文革中属于重点被批斗对象，所有参演人员从导演编剧主演到只有一句台词的演员均受到影响，只有朱一锦一人经历反常，不仅未受任何批判，更在文革中高升，从云南话剧团调入中央实验话剧院，并开始主演电影。根据对当时剧组和朱的同事等人采访，朱一锦在文革中的“反常”经历，与《五朵金花》的女主角杨丽坤被“某个曾跟她竞争主演的同剧组演员”诬陷有关。洪晃后在其所著的《我的非正常生活》提及，因为母亲章含之和继父乔冠华被审查，她曾于1977年-1979年左右短暂回国与洪君彦同住，朱一锦说她“长得太不好”，要求当时只有15周岁的洪晃“赶紧嫁人”，洪君彦只好将洪晃送入寄宿学校，只能偷偷探望，如果被朱一锦发现就要闹，后来洪君彦托关系再次将洪晃送出国，并与朱一锦离婚。离婚后朱远嫁美国。洪晃非常反感朱一锦。朱在美国曾想参演一个电影，找到了导演。恰恰洪晃认识导演，将此事搅黄。
1986年7月，洪君彦和北大老同学陈贤英在新加坡不期而遇。离上一次见面时隔31年。他们1995年11月在香港注册结婚。据洪晃透露，陈贤英曾对外宣称“要不是章含之闹自杀，洪君彦当年就跟我结婚了”。洪君彦表态此言与事实不符。

## 求學經歷
- 1952年7月在燕京大學經濟系外貿專業畢業。
- 1952年於中央財經學院任政治課助教。
- 1953年2月~7月被選拔為北京大學的政治經濟學研究生。
- 1953年9月於北京大學經濟系(學院)任教。
- 1959年4月晉升為講師。
- 1979年4月晉升為副教授。
- 1980年遠赴美國哥倫比亞大學經濟系和東亞研究所出任訪問學者。
- 1986年轉到美國密西根大學任經濟學系與中國問題研究中心出任訪問學者。
- 1987年8月晉升為教授，期間曾任經濟系 世界經濟教研室主任、經濟系副主任等職。
- 1988年擔任北京大學經濟學院國際經濟系主任，期間曾任北京大學學術委員會委員。兼任全國美國經濟學會副會長、香港經濟學會副會長、世界經濟學會理事、中國國際金融學會理事、中國國際經濟學會常務理事、中國社會科學院美國研究所學術委員會委員、中國投資銀行高級經濟顧問、中美經濟教育委員會委員等職。任教近四十年。
- 1992年4月榮休。

## 成就
- 為中國打贏首宗反傾銷官司-薄荷腦油乙案。
- 1986年帶領北大經濟系學生辯論團赴新加坡參加亞洲大專辯論賽，一舉奪得首次冠軍頭銜。